# インド・パキスタン分離独立

インドとパキスタンの分離独立
橙矢印はヒンドゥー教徒およびシク教徒難民の動き。緑矢印はイスラム教徒難民の動き。
灰色は当時帰属が未定だったジャンムー・カシミール藩王国、ハイデラバード藩王国、カラート藩王国、ジュナーガド藩王国、シッキム王国およびオマーン領グワーダル、ポルトガル領インド（ゴア、ダマン・ディーウ、ダードラーおよびナガル・ハヴェーリー）、フランス領インド（ポンディシェリ）

インド・パキスタン分離独立（インド・パキスタンぶんりどくりつ、英語: Partition of India、ヒンディー語: भारत का विभाजन Bhārat kā Vibhājan または हिंदुस्तान का बटवारा Hindustān kā Batwārā、ヒンドゥスターニー語: ہندوستان کی تقسیم Hindustān ki Taqseem、ウルドゥー語: تقسيم ہند Taqseem-e-Hind）は、1947年8月14日および15日にイギリス領インド帝国が解体し、インド連邦とパキスタンの二国に分かれて独立したことを指す。日本語では印パ分離（いんぱぶんり）、印パ分断（いんぱぶんだん）などとも略称される。
イスラム教徒（ムスリム）が多数派を占めるパキスタンからはヒンドゥー教徒およびシク教徒が、インドからはムスリムが難民となって逃れ、故郷を失った人々は1500万人以上、それに前後して宗教対立に伴う迫害や暴行、略奪で100万人以上が死亡したと推計されており、インド独立運動における最大の悲劇に数えられる。
この結果、インドとパキスタンの両国が並び立つこととなり、両国の対立は度々の戦火（印パ戦争）を含めて21世紀まで続き、北部のカシミール地方は係争地となっている（カシミール紛争）。
パキスタンは当初、インドを挟んだ飛地である東パキスタンを含んでいたが、西パキスタンによる一方的な政治的支配・弾圧に対する反発が高まり、1971年にバングラデシュとして独立した。インドはバングラデシュ独立戦争を支援して参戦（第三次印パ戦争）したため、バングラデシュは親印感情が比較的強いとされる。

## 経緯

### 「二民族論」
第二次世界大戦の結果、イギリスは勝利したものの疲弊して超大国の地位から転落することが確実となり、脱植民地化の流れが強まるなかで最大の植民地であったイギリス領インド帝国の解体は不可避になっていた。

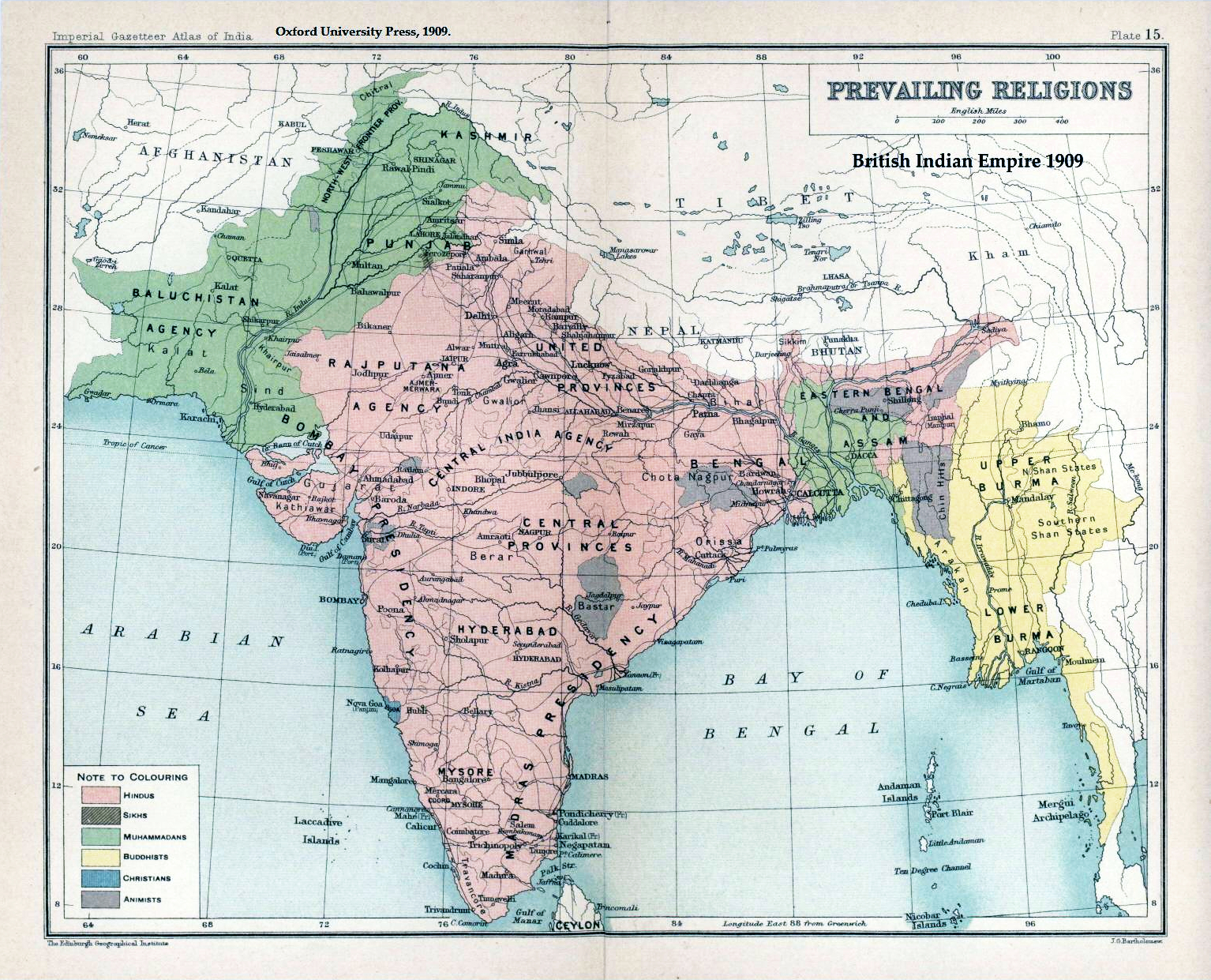
インドとその周辺のイギリス植民地における、宗教的多数派の分布。ピンク色がヒンドゥー、緑色がイスラム、イギリス統治下のビルマを中心とする黄色が仏教。

しかし、当のインドでは多数派（マジョリティ）のヒンドゥー教徒と、社会的少数者（マイノリティ）であるムスリムの対立は激しさを増していた。特にムハンマド・アリー・ジンナーを指導者とする全インド・ムスリム連盟は1940年のラホール決議（Lahore Resolution）で「二民族論」（Two-Nation Theory）を唱え、ヒンドゥー教徒とイスラム教徒の分離を強硬に主張していた。

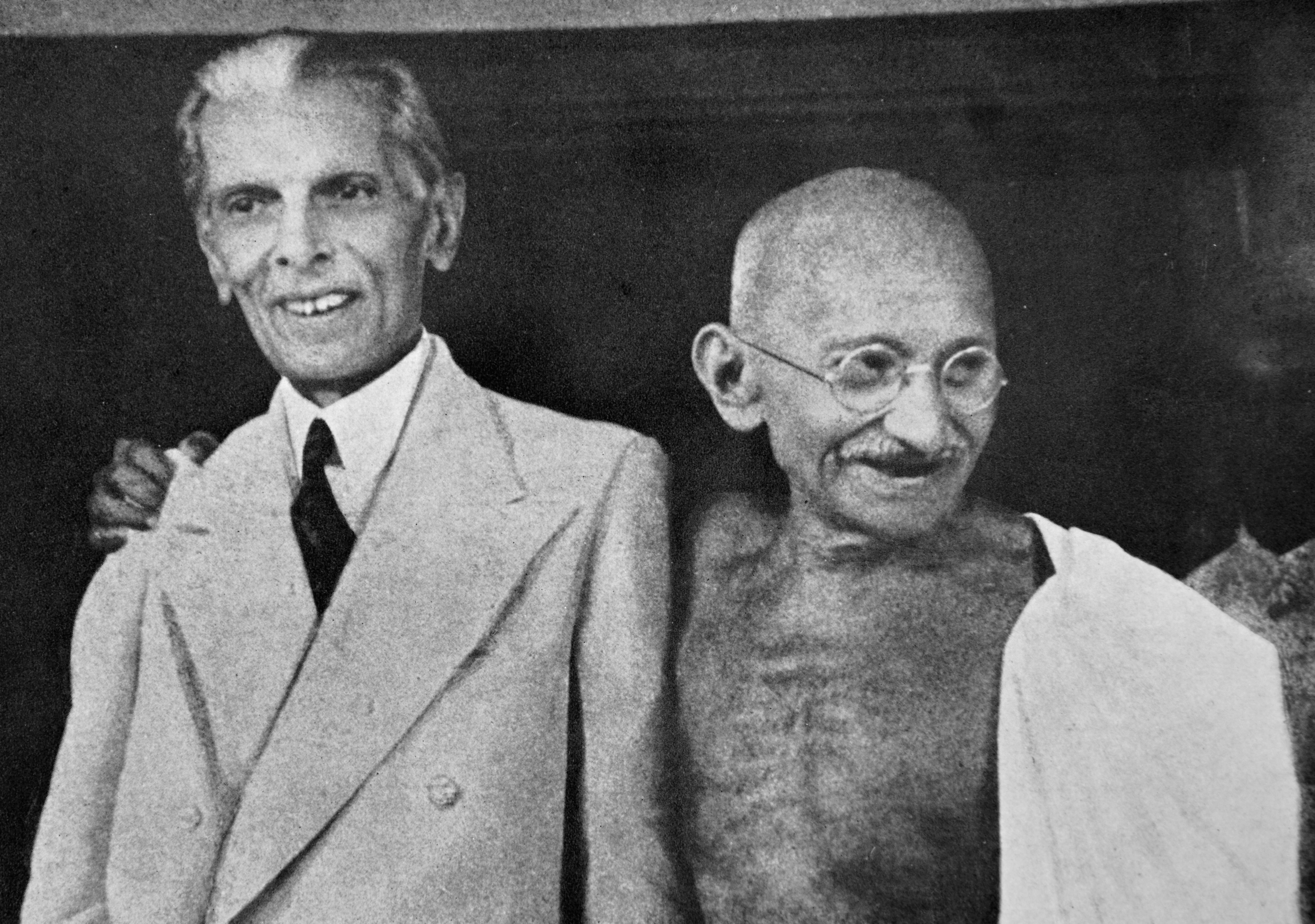
ジンナー（左）とガンディー

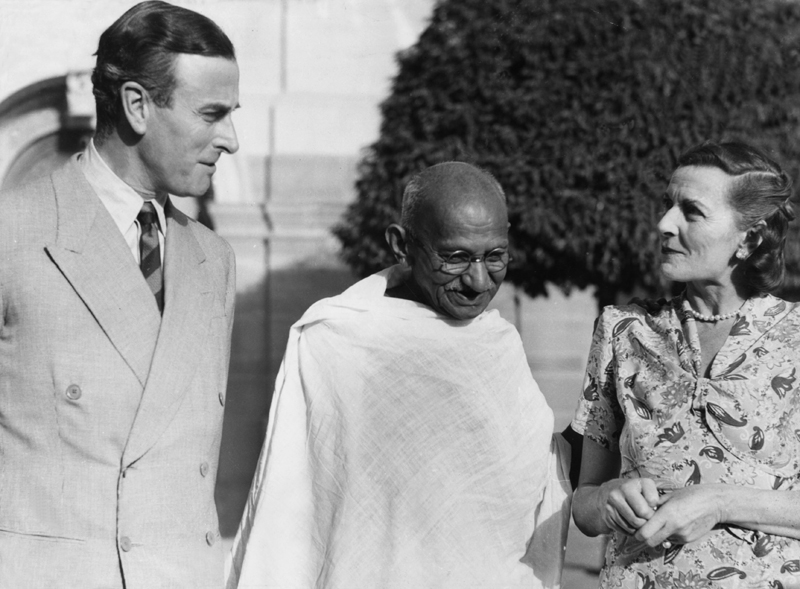
マウントバッテン総督（左）とガンディー（中央）

マハトマ・ガンディーはこうした分離の動きに強く反対して統一インドの実現を唱えており、インド国民会議派も政教分離・世俗主義の立場から宗教による分離には慎重で、インド共産党やヒンドゥー・ナショナリストもそれぞれの反応をみせたが、分離の勢いが止まることはなかった。

### 分割の確定
イギリスも当初はヒンドゥー教徒の多い地域にヒンドゥスターン、イスラム教徒の多い地域にパキスタン、そして各藩王国を残し、この三者で「インド連邦」を構成する独立案を構想していたが、合意は得られなかった。
そこでイギリス最後のインド総督ルイス・マウントバッテンはインドを一体とする計画を諦め、1947年6月4日、イギリス領インド帝国を「インド」と「パキスタン」に分割することによる独立（インド高等文官、インド軍、インド鉄道の分割を含む）を、同年8月15日をもって行なう案を声明した。
また、独立後の統治の暫定的な枠組みをイギリス議会が制定した1935年インド統治法によって行うことも含まれていた。7月18日に施行された1947年インド独立法（→インド憲法#1947年インド独立法）は、イギリス領インドをインドとパキスタンの2つの新しい国に分割し、それぞれの国の憲法（インド憲法およびパキスタン憲法（en））が施行されるまでイギリス連邦の自治領（ドミニオン。カナダやオーストラリアと同じ地位で、国際法上の独立国）とすることを定めた。

### ラドクリフ・ライン
マウントバッテンが分離独立を示してから実施に移すまででも2か月強、インド独立法の施行からならばわずか1か月弱しかなかったことも問題だったが、それ以上に大問題となったのは、イスラム教徒が多数を占める地域がイギリス領インド帝国の東西に分かれて位置していることであった。
このため、西のパンジャーブ地方と東のベンガル地方はそれぞれインド・パキスタン両国に分割され、パンジャーブ地方はパンジャーブ州 (パキスタン)とパンジャーブ州 (インド)（後にそこからさらにハリヤーナー州やヒマーチャル・プラデーシュ州、チャンディーガルが分割される）に、ベンガル地方は東パキスタンと西ベンガル州に分割されることとなった。この地理的分割の作業は、それまでインドに縁がなかったイギリス首都ロンドンの法廷弁護士（バリスター）シリル・ラドクリフ（Cyril Radcliffe）にゆだねられ、このため分割線（分離独立後はそのままインド＝パキスタン国境となる）はラドクリフ・ライン（Radcliffe Line）と呼ばれるようになった。なお、この分割線は独立当日まで公表されなかった。
ベンガルでは1905年のベンガル分割令に近い形での分離がなされた（en）が、パンジャーブでは分割の経験がなかったため、混乱はより大きくなった。

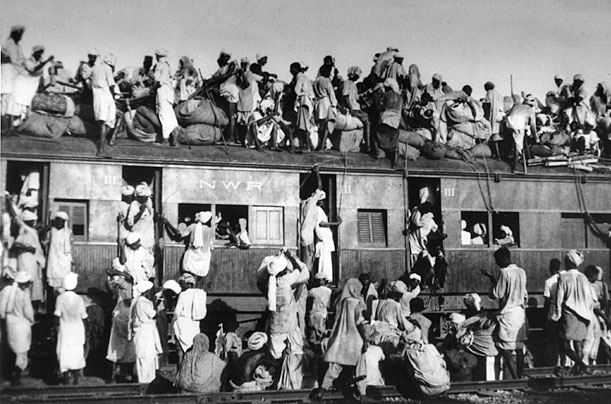
パンジャーブで鉄道車両からあふれる難民

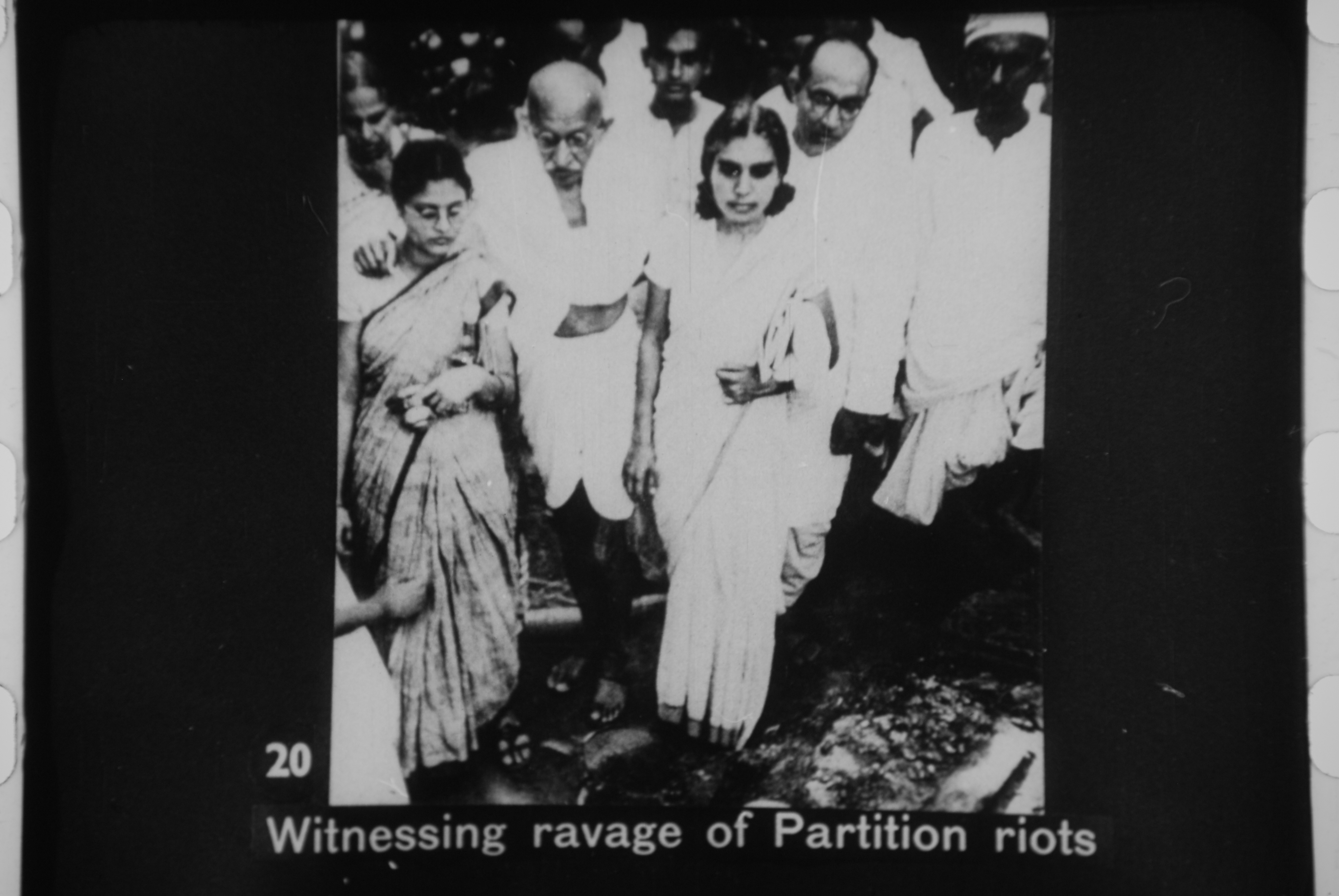
暴動を調停するガンディー

### 大混乱、衝突、そして虐殺
そして両地方ではヒンドゥー教徒地域のイスラム教徒はイスラム教徒地域へ、逆にイスラム教徒地域のヒンドゥー教徒（およびパンジャーブではシク教徒）はヒンドゥー教徒地域へ、それぞれ強制的な移動・流入による難民化を余儀なくされた。
イスラム法には、異教徒の支配下にあり、宣教とジハードによる状況の打開が当面不可能な場合、イスラム教徒が支配する領域に移住すべきという思想がある。その思想に基づき、イスラム教徒の間で「ムハージルーン運動」と呼ばれる移住運動が展開された。
インド政府調査による移住者数は、パキスタンからインドへが約840万人、インドから東西パキスタンへは約715万人だった。短期間での大量の人口移動によって生じた大混乱のため、特にパンジャーブ地方では両教徒間に数え切れないほどの衝突と暴動、虐殺が発生、さらに報復の連鎖が各地に飛び火。土地に残っていた相手側教徒集落への襲撃・略奪・虐殺ばかりか、難民の群れがすれ違う際に突如殺し合いが始まることもあった。一説によると死者数は100万人に達したとされる。また、女性へのレイプは数万件あるいは数十万件発生したともいう。このとき生じた両者の不信感そして憎悪が印パ関係の後々まで影響することとなる。一方でカルカッタではガンディーの尽力により虐殺が抑えられた。

## 結果
パキスタンの独立は8月14日に、そしてインドの独立は8月15日に行われた。ジンナーがパキスタンの総督となり、またジャワハルラール・ネルーが新生独立インドの首相となった。しかし、そこに至る道、およびその後の両国が歩んだ道は決して平坦なものではなかった。

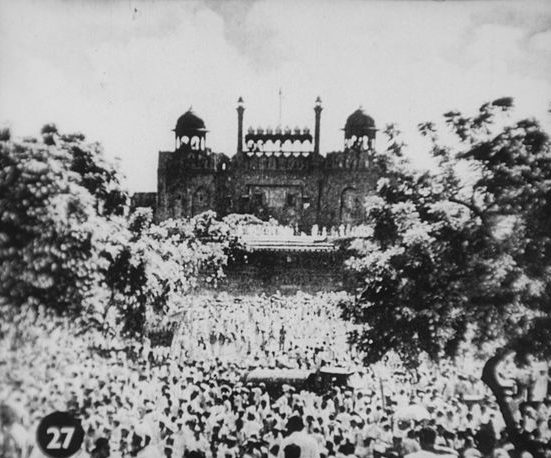
独立の日のデリーのラール・キラー

### 大都市スラムの発生
保守的なイギリス人にとって、この事件はかつてのインド総督カーゾン卿が予言したとおりの、大英帝国の没落の現実化であった。またインドに逃げ込んだヒンドゥー教徒およびシク教徒難民はデリー、ボンベイ、カルカッタに、東西パキスタンに逃れたムスリム難民はカラチ、ラホール、ダッカといった両国の大都市において巨大なスラムを生み、両国に膨大な都市貧困層を生じさせて社会の不安定要因となった。

### ガンディーの暗殺
ヒンドゥー、イスラム両教徒の相互不信は、両者の融和を説いたガンディーに対する反発を生むこととなった。特に民族義勇団などのヒンドゥー・ナショナリストからはイスラム教徒やパキスタン側に対して譲歩しすぎるとして敵対視された。その結果、翌1948年1月30日、ガンディーは狂信的なヒンドゥー・ナショナリストによってデリーで暗殺される結果を招いた。非暴力を説いたガンディーが暴力の連鎖を止められず、自らもその中に倒れたことは悲劇の象徴として捉えられた。

### 印パ戦争から核開発へ
また多くの藩王国はインド側の副首相ヴァッラブバーイー・パテールの巧みな交渉もありインドに帰属したが、大藩王国のニザーム藩王国とジャンムー・カシミール藩王国はその態度を最後まで決めかねており、1948年9月にインドはニザーム藩王国を強制併合した。ジャンムー・カシミール藩王国においてはその帰属をめぐって第一次印パ戦争が発生した。
そして、パキスタンは東西に分かれた領土を持つこととなり、国家として不安定な状況を生むこととなった。これは最終的にバングラデシュ独立戦争と第三次印パ戦争を経て東パキスタンがバングラデシュとして独立するまで続くこととなる。
印パの対立は両国の核武装へとエスカレートし、インドを共通の敵とする中国とパキスタンの関係を深めた。中華人民共和国によるチベット併合とそれに続く中印国境紛争（1962年～）、初の中国の核実験（1964年）を受けて、インドの核実験 (1974年)も行なわれた。インドとパキスタンは核兵器と核弾頭付きミサイルの開発を進め、1998年には両国がそれぞれ核実験を実施（インドの核実験 (1998年)、パキスタンの核実験 (1998年)）。南アジア地域にとどまらない世界的な国際政治の不安定要因を生み出している。
また、両国の対立はインドが世俗主義であるのに対し、パキスタンがイスラム教を国教としているという、両国の国家理念の根本的な違いに起因するという見解もある。これは、インドではムガル帝国の第3代皇帝アクバルが「民族融和の象徴」とされているのに対し、パキスタンでは第6代皇帝アウラングゼーブがイスラームの教えを遵守した「英雄」とされている点からもうかがえる。
インドの総人口は世界最大規模であり、インドにおけるイスラーム教徒は少数派とはいえ、1億人を超えている。
印パ両国は2020年代においても原則として互いの国民に査証（ビザ）を発給していないが、パキスタンの旅行会社が手配するなどの形で、インドへ移住した人やその子孫による故郷訪問が限定的ながら実現している。